# Platygaster rossinii
Platygaster rossinii är en stekelart som beskrevs av Vlug 1995. Platygaster rossinii ingår i släktet Platygaster och familjen gallmyggesteklar. Inga underarter finns listade i Catalogue of Life.